# Mount Tucker
Mount Tucker är ett berg i Antarktis. Det ligger i Västantarktis. Argentina, Chile och Storbritannien gör anspråk på området. Toppen på Mount Tucker är 769 meter över havet, eller 42 meter över den omgivande terrängen. Bredden vid basen är 1,2 km.
Terrängen runt Mount Tucker är huvudsakligen kuperad. Trakten är obefolkad. Det finns inga samhällen i närheten.